# Nicole Best
Nicole Best (* 30. Januar 1968 in Groß-Gerau) ist eine deutsche Triathletin, Geherin und mehrfache Deutsche Meisterin.

## Werdegang
Über die Eltern zum Sport hingeführt, betrieb Nicole in ihrer Jugend Ballet, Kinderturnen, Schwimmen, Jazztanz, Volleyball, Tischtennis und Tennis.
1983 startete sie erstmals im Bahngehen bei den Hessischen Meisterschaften in Wiesbaden. 1999 wurde Nicole Best Deutsche Meisterin im 10.000-Meter-Bahngehen. 2004 wurde sie bei den Seniorenhallenweltmeisterschaften im 3000-Meter-Bahngehen Weltmeisterin der Altersklasse W35. 2012 gewann sie den nationalen Titel mit dem TV Groß-Gerau in der Mannschaftswertung des 20-km-Gehens. 2013 wurde sie nach 2010 erneut Deutsche Hallenmeisterin über die 3000-Meter-Distanz.
Der erste Start im Triathlon auf der Langdistanz war 1995.
2009 wurde sie in Roth deutsche Meisterin der Altersklasse W40 auf der Triathlon-Langdistanz.
Nicole Best lebt in Groß-Gerau bei Darmstadt.

## Sportliche Erfolge
| Datum/Jahr    | Rang | Wettbewerb                                                  | Austragungsort      | Zeit     | Bemerkung                                                   |
| ------------- | ---- | ----------------------------------------------------------- | ------------------- | -------- | ----------------------------------------------------------- |
| 27. Feb. 2015 | 1    | Deutsche Senioren Hallenmeisterschaften 2015                | Erfurt              | 14:13,70 | Siegerin der Altersklasse W45 – Bahngehen über 3000 Meter   |
| 27. Jan. 2013 | 1    | Deutsche Leichtathletik-Hallenmeisterschaften 2013          | Frankfurt-Kalbach   | 14:01,81 | Nicole Best verteidigt Titel beim Bahngehen über 3000 Meter |
| 30. Jan. 2010 | 1    | Deutsche Leichtathletik-Hallenmehrkampfmeisterschaften 2010 | Frankfurt-Kalbach   | 13:45,61 | 3000-Meter-Bahngehen                                        |
| 2009          | 2    | Deutsche Leichtathletik-Hallenmeisterschaften 2009          | Leipzig             | 13:37,89 | 3000-Meter-Bahngehen                                        |
| 12. März 2004 | 1    | World Masters Athletics Championships 2004                  | Sindelfingen        | 13:34,11 | Weltmeisterin der Altersklasse W35 im 3000-Meter-Bahngehen  |
| 8. Juli 2002  | 3    | Deutsche Leichtathletik-Hallenmehrkampfmeisterschaften 2002 | Bochum-Wattenscheid | 23:30,65 | 5000-Meter-Bahngehen                                        |
| Feb. 2002     | 3    | Deutsche Leichtathletik-Hallenmeisterschaften 2002          | Sindelfingen        | 13:17,35 | 3000-Meter-Bahngehen – persönliche Bestzeit                 |
| 1999          | 1    | Deutsche Leichtathletik-Hallenmehrkampfmeisterschaften 1999 | Erfurt              | 47:58,84 | 10.000-Meter-Bahngehen                                      |

| Datum/Jahr    | Rang | Wettbewerb                   | Austragungsort        | Zeit     | Bemerkung                                                                                           |
| ------------- | ---- | ---------------------------- | --------------------- | -------- | --------------------------------------------------------------------------------------------------- |
| 17. Juli 2018 | 2    | MöWathlon                    | Mörfelden-Walldorf    | 01:06:58 | 500 m Schwimmen, 20 km Radfahren und 5 km Laufen                                                    |
| 15. Juni 2014 | 17   | Challenge Kraichgau          | Kraichgau             | 04:56:37 | Deutsche Meisterschaft auf der Mitteldistanz                                                        |
| 8. Sep. 2013  | 12   | Ironman 70.3 Luxemburg       | Remich                | 04:50:42 | |
| 10. Juni 2012 | 3    | TriStar 111 Worms            | Worms                 |          | Dritte bei der 3. Austragung (1 km Schwimmen, 100 km Radfahren und 10 km Laufen)                    |
| 4. Sep. 2010  | 3    | Cologne 226 Half             | Köln                  | 04:41:28 | |
| 21. Jan. 2011 | 2    | Israman                      | Eilat                 | 05:25:28 | Zweite auf der halben Ironman-Distanz in Israel                                                     |
| 18. Sep. 2010 | 2    | Ican Triathlon Mallorca      | Peguera               | 05:01:02 | Mitteldistanz (1,9 km Schwimmen, 90 km Radfahren und 21,1 km Laufen)                                |
| 7. Juni 2009  | 5    | Challenge France             | Niederbronn-les-Bains | 04:46:22 | |
| 8. Juni 2008  | 2    | Kraichgau Triathlon Festival | Kraichgau             | 02:22:10 | Zweite auf der Kurzdistanz (1,5 km Schwimmen, 40 km Radfahren, 10 km Laufen) hinter Renate Forstner |
| 25. Mai 2008  | 6    | Challenge France             | Niederbronn-les-Bains | 04:46:44 | über die Mitteldistanz (1,9 km Schwimmen, 90 km Radfahren und 21,1 km Laufen)                       |
| 25. Aug. 2007 | 7    | Antwerp Ironman 70.3         | Antwerpen             | 04:34:58 | |
| 6. Juni 2007  | 3    | Challenge Kraichgau          | Kraichgau             | 02:25:07 | |
| 27. Aug. 2006 | 2    | Viernheimer V-Card Triathlon | Viernheim             | 02:43:11 | |
| 2004          | 4    | Ironman 70.3 South Africa    | East London           | 04:46:43 | |
| 22. Okt. 2003 | 20   | ETU Triathlon European Cup   | Alanya                | 02:18:17 | |
| 2003          | 3    | Half Ironman UK              | Sherborne             |          | |
| 16. Juni 2002 | 25   | ETU Triathlon European Cup   | Frankfurt am Main     | 02:05:32 | |
| 1999          | 5    | Triathlon de Obernai         | Obernai               | 02:30:39 | bei der Erstaustragung im Elsass                                                                    |

| Datum/Jahr    | Rang | Wettbewerb           | Austragungsort    | Zeit     | Bemerkung                                      |
| ------------- | ---- | -------------------- | ----------------- | -------- | ---------------------------------------------- |
| 12. Okt. 2013 |      | Ironman Hawaii       | Hawaii            | 11:51:17 | 7. Deutsche in F45-49                          |
| 10. Juli 2011 | 7    | Ironman Switzerland  | Zürich            | 10:12:08 |                                                |
| 15. Aug. 2010 | 5    | Challenge Copenhagen | Kopenhagen        | 09:46:54 |                                                |
| 12. Juli 2009 | 8    | Challenge Roth       | Roth              | 09:31:02 | Deutscher Meistertitel in der Altersklasse W40 |
| 11. Okt. 2008 | 54   | Ironman Hawaii       | Hawaii            | 10:33:26 | vierter Rang in der AK40 beim zweiten WM-Start |
| 13. Juli 2008 | 8    | Ironman Austria      | Klagenfurt        | 09:32:03 |                                                |
| 16. Juli 2006 | 5    | Ironman Austria      | Klagenfurt        | 09:38:07 |                                                |
| 10. Juli 2005 | 6    | Ironman Germany      | Frankfurt am Main | 10:16:57 |                                                |
| 2003          | 6    | Ironman Austria      | Klagenfurt        |          |                                                |
| 2002          | 3    | Almere-Triathlon     | Almere            | 10:06:26 |                                                |
| 2000          | 30   | Ironman Hawaii       | Hawaii            | 11:14:52 |                                                |
| 12. Juli 1999 | 5    | Ironman Austria      | Klagenfurt        | 09:41:37 |                                                |

| Datum/Jahr | Rang | Wettbewerb           | Austragungsort | Zeit | Bemerkung                                                   |
| ---------- | ---- | -------------------- | -------------- | ---- | ----------------------------------------------------------- |
| 2010       | 3    | Rüsselcross-Duathlon | Rüsselsheim    |      | 5 km Laufen, 20 km Mountainbiken und nochmals 2,5 km Laufen |

(DNF – Did Not Finish)